# 橫濱事件
橫濱事件（日语：／ Yokohama Jiken */?），是1942年至1945年，第二次世界大戰期間，日本打壓言論自由的事件。日本《改造》雜誌發表讚揚共產主義的言論，而被日本政府勒令停刊。神奈川縣警察逮捕了《改造》的編輯及記者60多人。横濱地方法院判處其中30人緩刑。
戰後，被告家屬於2005年要求對此案進行重審。歷經多次請求，2008年3月，最高裁判所裁定由於期間經歷過大赦，案件不應重新審理，故駁回重審請求。家屬之後轉向提出刑事補償請求。2010年2月，橫濱地方裁判所裁定補償家屬4700萬日元，認定有罪判決是「特高警察先入為主、嚴刑逼供，司法人員加以配合產生的判決」，「明顯應該無罪」，事實上承認本案為冤案。

## 經過
1942年，《改造》（8-9月号）發表細川嘉六的論文「世界動向和日本」，在此文當中作者發表讚揚共產主義的言論。9月1日日本政府對《改造》雜誌進行停刊。9月14日，細川涉嫌違法日本新聞法被拘捕。

## 外部連結
- 横浜事件の再審を実現しよう!　全国ネットワーク
- 横浜事件は決して過去の出来事ではない （页面存档备份，存于）
- 法政大学大原社会問題研究所『日本労働年鑑　特集版　太平洋戦争下の労働運動』横浜事件1、横浜事件2、横浜事件3（第五編　言論統制と文化運動 > 第六章　出版活動 > 第一節　横浜事件）
- 松山大学法学部教授・田村譲のホームページ：横浜事件、再審決定要旨
- 日本弁護士連合会 - 会長談話: 横浜事件東京高裁の再審開始決定に際して（2005年3月10日）
- 日本弁護士連合会 - 会長談話: 横浜事件再審判決に関する会長談話 （页面存档备份，存于）（2009年3月30日）
- 自由人権協会: 横浜事件第4次再審判決に関するJCLU声明[永久] （【PDF】2009年3月30日）
- デイリーテレグラフ: Japan reopens wartime trial of 'Communist cell' （页面存档备份，存于）（英語。2005年10月28日、問題の写真を掲載）
- 東京新聞神奈川版:『濁流泳ぎ、たどり着いた』- 横浜事件再審初公判（2005年10月18日　記事は掲載期間経過で削除）